# Rozrazil virginský
Rozrazil virginský (Veronicastrum virginicum) je rostlina, bylina rodu Veronicastrum z čeledě jitrocelovité. Tento druh je původní ve Spojených státech. Je pěstována jako okrasná rostlina.

## Synonyma
- Leptandra virginica (L.) Nutt.
- Veronica virginica L.[3]

## Popis
Veronicastrum virginicum je vzpřímeně rostoucí vytrvalá bylina, která dorůstá výšky 80-200 cm. Listy jsou vroubkované a uspořádány v přeslenech 3-7 kolem stopky. Květenství je vzpřímené se štíhlými dlouhými a úzce špičatými hrozny drobných květů. Okvětní lístky jsou bílé a jsou zhruba 2 mm dlouhé. Kvete od poloviny léta do začátku podzimu.

## Ekologie
Je běžný na vlhkých místech v prérií a někdy ve vlhkých horských lokalitách.

## Použití
Druh je pěstován ve východní části Spojených států jako zahradní rostlina. Bylina byla používána jako lék při chorobách jater a proti zácpě, kolice, žlučovým kamenům a hepatitidě.

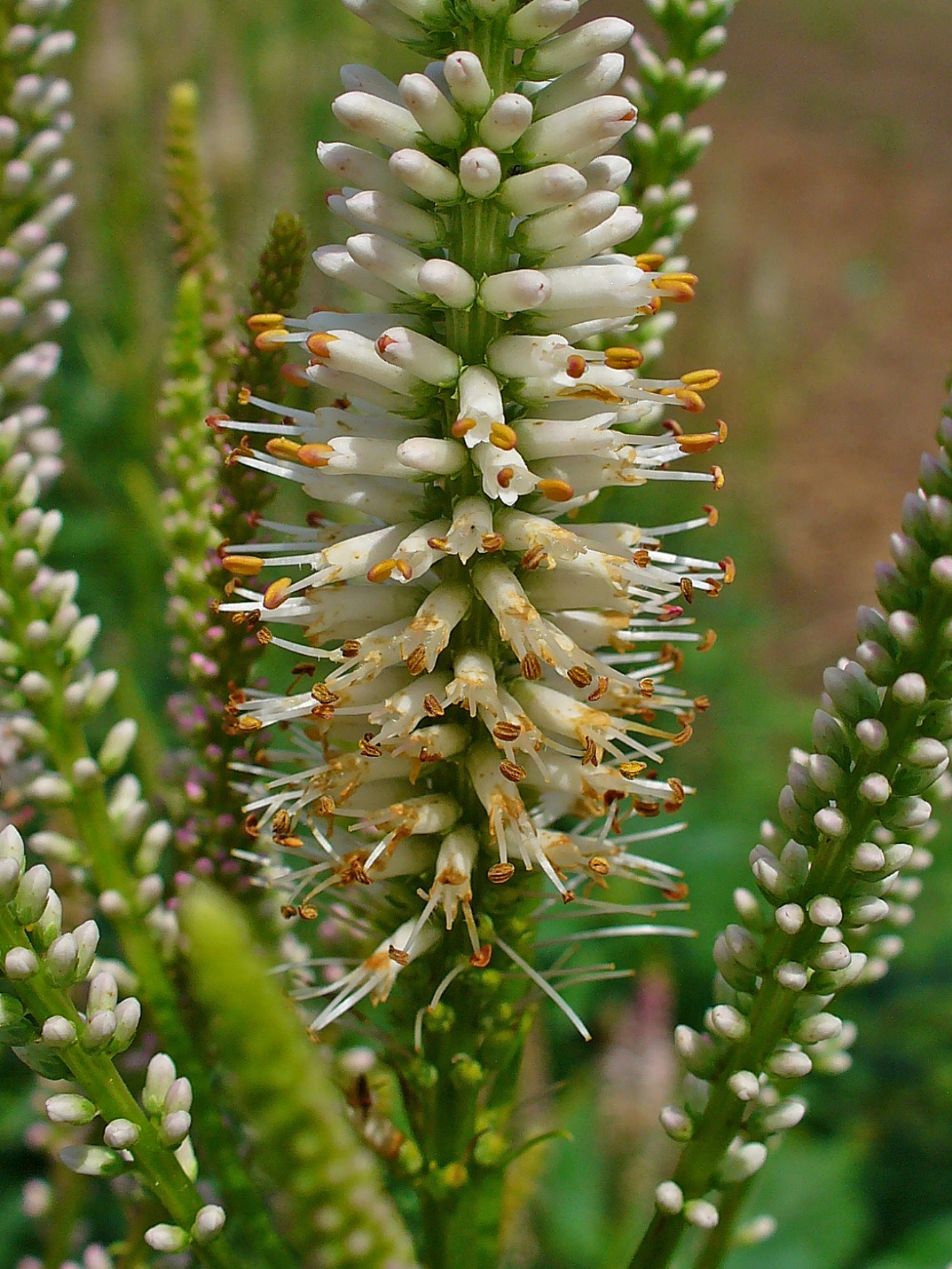
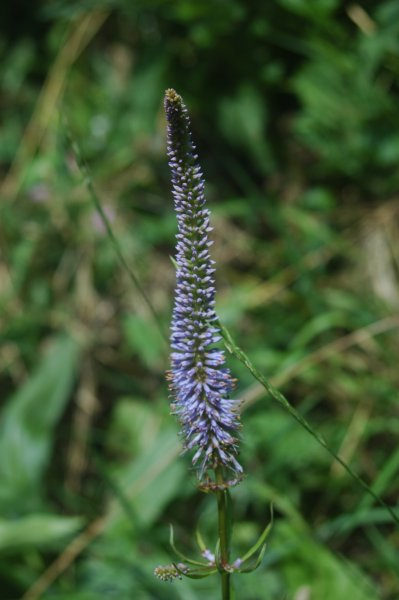
Pěstovaný kultivar.
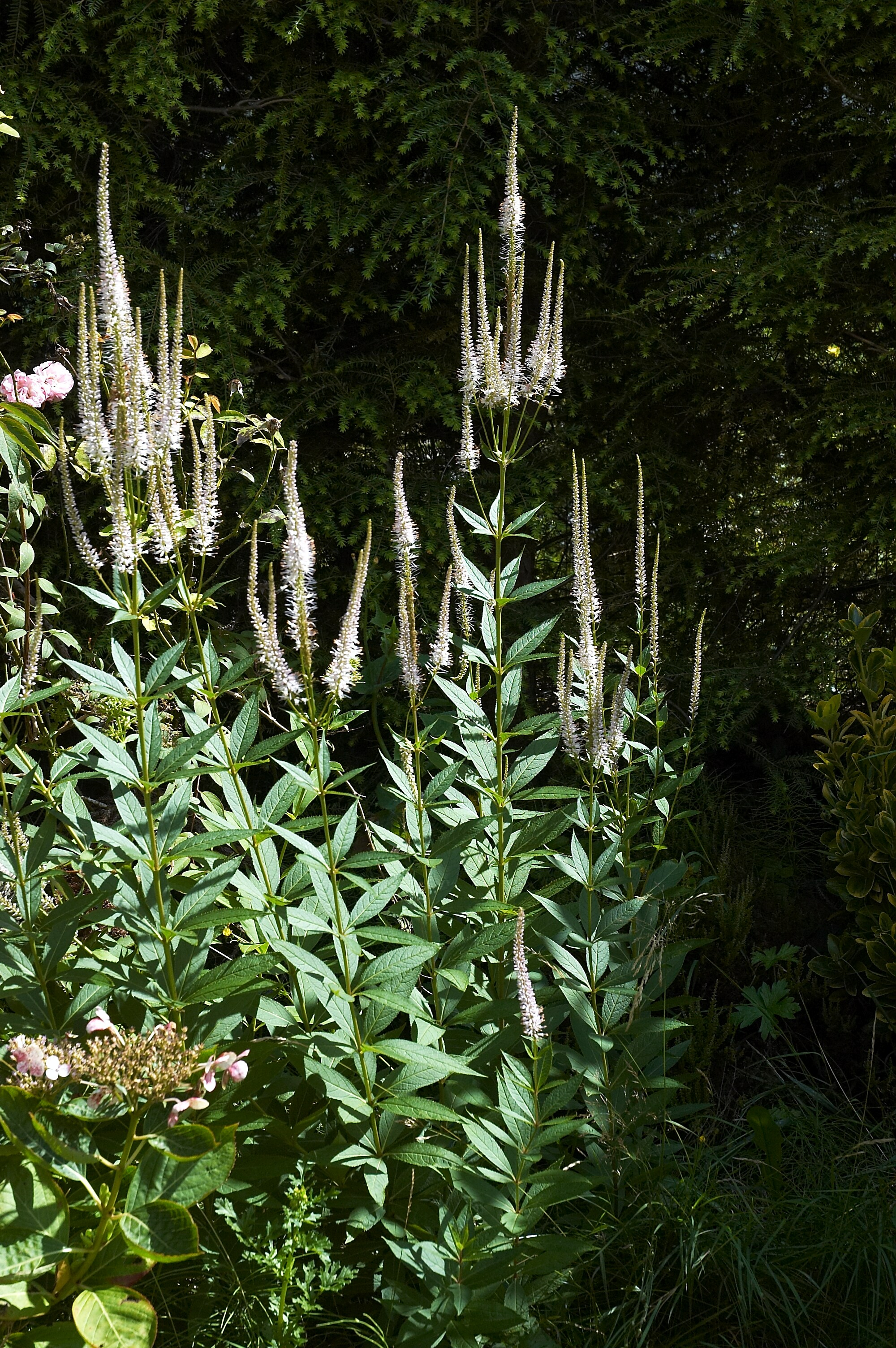
Pěstovaný kultivar 'Album'.
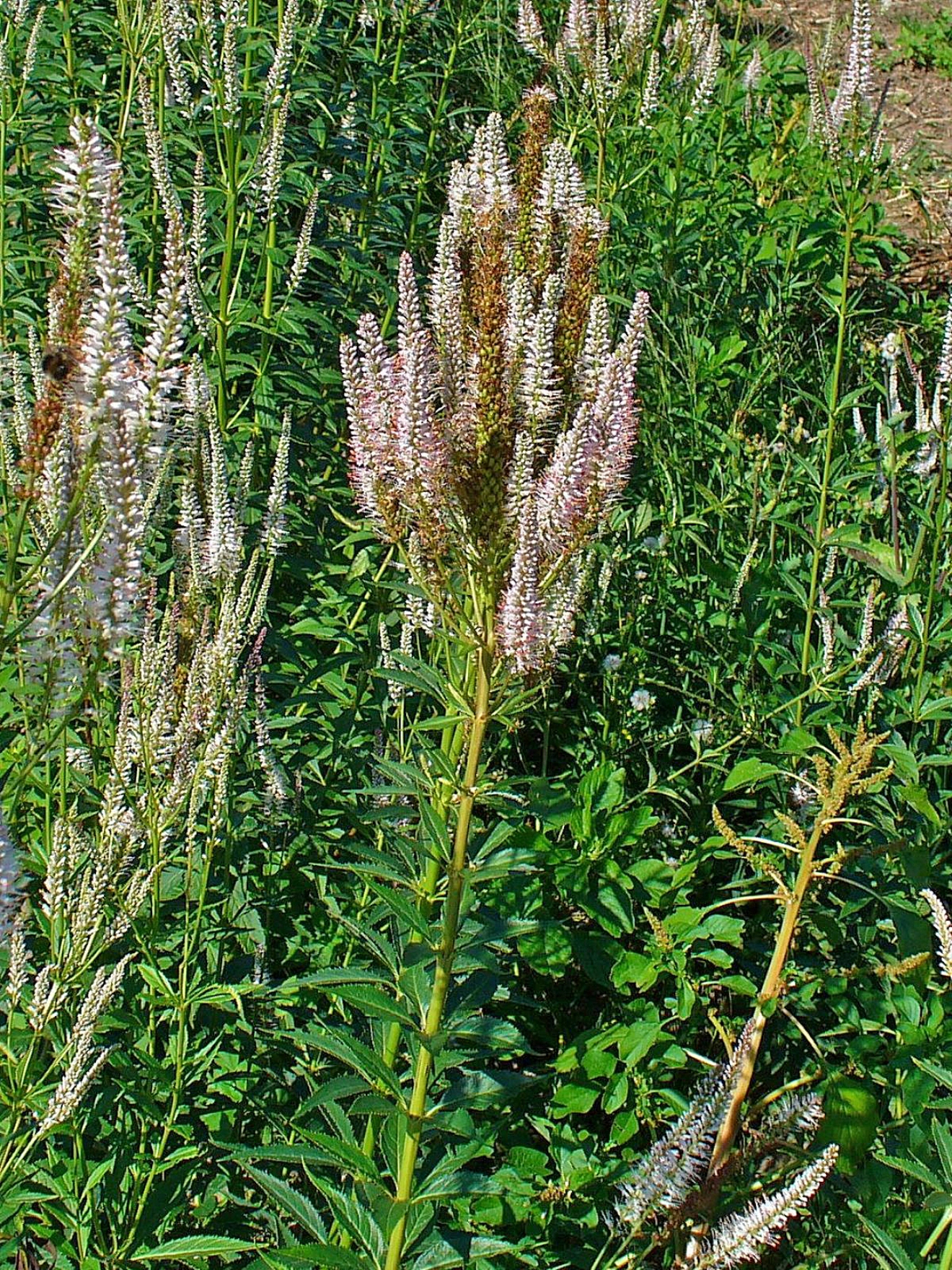
Květenství rostliny na původní lokalitě.

## Pěstování
Vyžaduje vlhké ale propustné půdy, stanoviště na slunci nebo v polostínu. Druh je přizpůsobivý a snese vápenité i kyselé půdy, je středně náročný na živiny a preferuje spíše humózní půdy. Kultivar 'Fascination' dorůstá po 2- 5 letech výšky až 1,5 m. Na jaře je vhodné odstranit zaschlé nadzemních části. Druh je mrazuvzdorný do asi -40 °C. Rostliny netrpí specifickými škůdci, mohou být napadány padlím a plísní šedou. Množí se výsevem na podzim nebo dělením trsů na jaře. Druh je považován za trvalku vhodnou pro styl venkovských zahrad, některých přírodních zahrad, zahrad ve stylu Art and Craft, anglických parků, ale obecně se hodí i do moderních úprav, velmi záleží na kompozici celku. Během let vytváří husté trsy, kvete v červnu až srpnu.